# Loi martiale votée sous la Révolution
L’Assemblée nationale constituante institue la loi martiale pour réprimer les émeutes et les actes de violence dont le nombre grandit depuis le 14 juillet 1789. Cette loi est votée le 21 octobre 1789.

Exaspérée par le dernier acte de violence qui se déroule à Paris concernant l’assassinat d’un boulanger parisien par une foule hystérique, l’Assemblée nationale constituante décrète l'établissement de la loi martiale dans les cas de rassemblements séditieux et d’émeutes.

La loi sur l’instauration de la loi martiale est votée le 21 octobre 1789, elle est signée le jour même par Louis XVI de France, sa promulgation est faite dès le lendemain.

Les municipalités proclament la loi martiale et peuvent solliciter l’aide de la maréchaussée, la garde nationale et l’armée pour rétablir l’ordre.

L’application de la loi martiale la plus célèbre a lieu lors de la fusillade du Champ-de-Mars le 17 juillet 1791. Les officiers sont dans l'obligation de tenir un drapeau rouge et de faire par trois fois les sommations avant de commander aux forces d’ouvrir le feu.

Cette loi est abrogée par la Convention montagnarde le 23 juin 1793 sur demande de Billaud-Varenne. 

## Sources
Jean Tulard, Jean-François Fayard et Alfred Fierro, Histoire et dictionnaire de la Révolution française. 1789–1799, Paris, éd. Robert Laffont, coll. « Bouquins », 1987, 1998 [détail des éditions] (ISBN 978-2-221-08850-0)